# Tillandsia winkleri
Tillandsia winkleri är en gräsväxtart som beskrevs av Strehl. Tillandsia winkleri ingår i släktet Tillandsia och familjen Bromeliaceae. Inga underarter finns listade i Catalogue of Life.